# +Ultra
- フジテレビジョン > フジテレビ番組一覧 > フジテレビ系アニメ > フジテレビの深夜アニメ枠 > +Ultra
- アニメ > テレビアニメ > フジテレビ系アニメ > フジテレビの深夜アニメ枠 > +Ultra
- テレビ番組 > 深夜番組 > 深夜アニメ > +Ultra

『＋Ultra』（プラス・ウルトラ）は、2018年10月より、フジテレビほか同系列地上波一部局およびBSフジ（2025年3月まで）で放送されている日本の深夜アニメ枠の名称。

## 概要
2018年3月8日に行われ、各種配信でも中継された「『Plus Ultra』 フジテレビ アニメラインナップ発表会2018」で第一報が発表された。フジテレビでは当時、『ノイタミナ』枠を金曜未明（木曜深夜）に放送していたが、これとは別に木曜0時55分 - 1時25分（水曜深夜）枠に新設され、同局における深夜アニメは合計2枠となった。プロデューサーの森彬俊によれば『ノイタミナ』と本枠は「兄弟のようなもの」であり、本枠では『ノイタミナ』で放送しているようなドメスティック（ここでは「日本のアニメファンが好むような」というニュアンス）な作品は避けられ、日本だけでは無く海外を意識した（グローバルな観点で制作された）作品をラインナップする。という趣旨の発言をマスコミのインタビューにて語っている。
同局の大多亮常務は「世界を見据えて、破格の制作費を投じる」と語っている。
本枠のムービングロゴは大友克洋が担当。
製作にはBSフジのほか、博報堂DYメディアパートナーズも参加していたが『NIGHT HEAD 2041』を最後に撤退し、『マブラヴ オルタネイティヴ』以降は電通が参加していた。しかし電通も『カミエラビ』（シーズン2）をもって撤退している。
2021年9月23日、フジテレビとクランチロール、スロウカーブとの3社で本番組を共同制作することを発表した。
2024年1月より月曜日（日曜深夜）に放送されていた『B8station』枠が木曜 1時25分 - 1時55分（水曜深夜）に移動し、フジテレビに限り本枠と連続する形で1時間のアニメ枠となる。
2025年4月改編では平日23時台の番組の10分短縮に伴い、フジテレビでの放送時間が木曜 0時45分 - 1時15分（水曜深夜）に変更された。また、北海道文化放送・テレビ西日本・BSフジでのレギュラーネットが打ち切られた。BSフジは製作委員会からも撤退し、博報堂が製作に復帰したほか、関西テレビが製作委員会に参加するようになった。

## 作品一覧
放送期間はフジテレビと同日放送の放送局の場合。遅れネットの場合は翌月になる場合がある。2025年4月現在、フジテレビが製作委員会に参加しない作品は放送されていない。
インターネット配信については、当初はNetflixでの独占配信であったが、『セスタス -The Roman Fighter-』以降は体制変更により国内ではFODを主にした配信、海外ではクランチロールでの独占配信となる。その後は『大雪海のカイナ』のみAmazon Prime Videoでの独占配信となり、『アンデッドガール・マーダーファルス』以降は最新話無料配信を含む多数の配信サイトでの配信が行われている。
|    | タイトル                                       | 放送期間                                | 話数 | アニメーション制作                          | 共同製作局      |
| -- | ---------------------------------------------- | --------------------------------------- | ---- | ------------------------------------------- | --------------- |
| 1  | INGRESS THE ANIMATION                          | 2018年10月 - 12月                       | 11   | クラフター                                  | BSフジ          |
| 2  | revisions リヴィジョンズ                       | 2019年1月 - 3月                         | 12   | 白組                                        | BSフジ          |
| 3  | キャロル&チューズデイ                          | 2019年4月 - 10月                        | 24   | ボンズ                                      | BSフジ          |
| 4  | BEASTARS（第1期）                              | 2019年10月 - 12月                       | 12   | オレンジ                                    | BSフジ          |
| 5  | 空挺ドラゴンズ                                 | 2020年1月 - 3月                         | 12   | ポリゴン・ピクチュアズ                      | BSフジ          |
| 6  | BNA ビー・エヌ・エー                           | 2020年4月 - 6月                         | 12   | TRIGGER                                     | BSフジ          |
| 7  | GREAT PRETENDER                                | 2020年7月 - 12月                        | 23   | WIT STUDIO                                  | BSフジ          |
| 8  | BEASTARS（第2期）                              | 2021年1月 - 3月                         | 12   | オレンジ                                    | BSフジ          |
| 9  | セスタス -The Roman Fighter-                   | 2021年4月 - 6月                         | 11   | BN pictures                                 | BSフジ          |
| 10 | NIGHT HEAD 2041                                | 2021年7月 - 9月                         | 12   | 白組                                        | BSフジ          |
| 11 | マブラヴ オルタネイティヴ（第一期）            | 2021年10月 - 12月 2022年7月 - 9月（再） | 12   | FLAGSHIP LINE ゆめ太カンパニー×グラフィニカ | BSフジ          |
| 12 | 平家物語                                       | 2022年1月 - 3月                         | 11   | サイエンスSARU                              | BSフジ          |
| 13 | エスタブライフ グレイトエスケープ              | 2022年4月 - 6月 2023年4月 - 6月（再）   | 12   | ポリゴン・ピクチュアズ                      | BSフジ          |
| 14 | マブラヴ オルタネイティヴ（第二期）            | 2022年10月 - 12月                       | 12   | FLAGSHIP LINE ゆめ太カンパニー×グラフィニカ | BSフジ          |
| 15 | 大雪海のカイナ                                 | 2023年1月 - 3月                         | 11   | ポリゴン・ピクチュアズ                      | BSフジ          |
| 16 | アンデッドガール・マーダーファルス             | 2023年7月 - 9月                         | 13   | ラパントラック                              | BSフジ          |
| 17 | カミエラビ（シーズン1）                        | 2023年10月 - 12月 2024年7月 - 9月（再） | 12   | UNEND                                       | BSフジ          |
| 18 | メタリックルージュ                             | 2024年1月 - 4月                         | 13   | ボンズ                                      | BSフジ          |
| 19 | 喧嘩独学                                       | 2024年4月 - 6月                         | 12   | オクルトノボル                              | BSフジ          |
| 20 | カミエラビ（シーズン2完結編）                  | 2024年10月 - 12月                       | 12   | UNEND                                       | BSフジ          |
| 21 | ハニーレモンソーダ                             | 2025年1月 - 3月                         | 12   | J.C.STAFF                                   | BSフジ          |
| 22 | 最強の王様、二度目の人生は何をする?（SEASON1） | 2025年4月 - 6月                         | 12   | studio A-CAT                                | 関西テレビ AT-X |
| 23 | 陰陽廻天 Re:バース                             | 2025年7月 -                             |      | david production                            | 関西テレビ      |
| 24 | Let's Play クエストだらけのマイライフ          | 2025年10月 - （予定）                   |      | OLM                                         |                 |

## 放送局
太字はレギュラーネット局。放送時間は各作品の項目を参照のこと。
★は同時ネット、△は時差ネット。